# Fuji FA-200 Aero Subaru

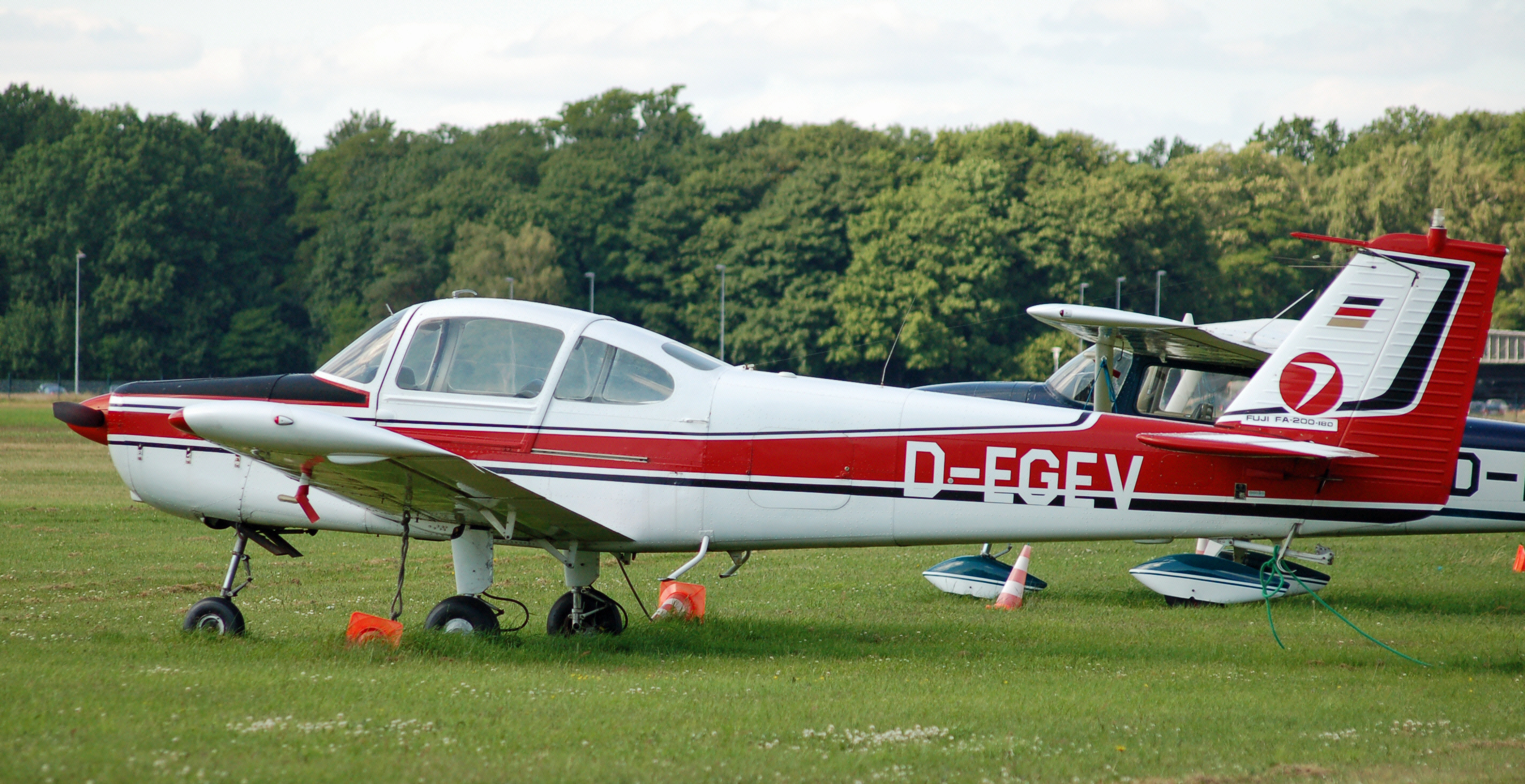
FA-200-180

Fuji FA-200 Aero Subaru là một loại máy bay dân dụng hạng nhẹ một tầng cánh một động cơ do Fuji Heavy Industries thiết kế chế tạo.

## Thiết kế và phát triển
Fuji bắt đầu phát triển FA-200 vào năm 1964, nguyên mẫu bay thử lần đầu vào ngày 12 tháng 8 năm 1965. Nó có cấu tạo hoàn toàn làm bằng kim loại, thiết kế cánh thấp, thiết bị hạ cánh 3 bánh xe và mái che buồng lái dạng trượt. Mẫu máy bay này được cấp chứng nhận lần đầu tại Nhật Bản vào ngày 6 tháng 7 năm 1966, và chứng nhận tại Hoa Kỳ diễn ra ngày 26 tháng 9 năm 1967.
Việc sản xuất hàng loạt bắt đầu từ tháng 3 năm 1968 cho đến năm 1986, với tổng số 275 chiếc được chế tạo.

## Biến thể
F-200-II
Nguyên mẫu trang bị động cơ Lycoming O-320 sức mạnh 120 kW (160 mã lực).
FA-200-160
Phiên bản đầu tiên, trang bị động cơ Lycoming O-320 sức mạnh 120 kW.
FA-200-180
Phiên bản sử dụng động cơ Lycoming IO-360 sức mạnh 130 kW (180 mã lực).
FA-200-180AO
Sử dụng động cơ Lycoming IO-320 sức mạnh 130 kW.
FA-203-S
Phiên bản thử nghiệm cất và hạ cánh quãng đường ngắn (STOL) trang bị hệ thống kiểm soát lớp ranh giới, được phát triển bởi Phòng thí nghiệm Hàng không Vũ trụ Quốc gia Nhật Bản.
F-201
Biến thể ba chỗ ngồi được đề xuất, nhưng không được chế tạo.
F-202
Biến thể bay biểu diễn nhào lộn trên không hai chỗ ngồi được đề xuất, nhưng không được chế tạo.
F-203
Biến thể STOL được đề xuất.
F-204
Biến thể phun thuốc nông nghiệp được đề xuất, nhưng không được chế tạo.

## Tai nạn và sự cố
- Ngày 13 tháng 5 năm 2017, một chiếc FA-200-160 có số hiệu E7-AAS, đã bị rơi ở Jasenica, gần Mostar thuộc Bosnia và Hercegovina, khiến cả 5 người trên máy bay thiệt mạng, trong đó có 3 trẻ em.[3]

## Thông số kỹ thuật (FA-200-180)

Dữ liệu lấy từ Jane's All The World's Aircraft, 1976–1977

### Đặc điểm tổng quát
- Kíp lái: 1 hoặc 2 người
- Sức chứa: 2 hoặc 3 hành khách
- Chiều dài: 8,17 m (26 ft 10 in)
- Sải cánh: 9,42 m (30 ft 11 in)
- Chiều cao: 2,59 m (8 ft 6 in)
- Diện tích cánh: 14 m2 (151 ft2)
- Trọng lượng không tải: 650 kg (1.433 lb)
- Trọng lượng cất cánh tối đa: 1.150 kg (2.535 lb)
- Sức chứa nhiên liệu: 204,5 lít
- Động cơ: 1 × động cơ pít-tông nằm đối diện theo chiều ngang bốn xi lanh làm mát bằng không khí Lycoming IO-360B1B, cung cấp sức mạnh 130 kW (180 mã lực)
- Cánh quạt: Cánh quạt 2 cánh tốc độ không đổi McCauley B2D34C53/74E-0; đường kính 1,88 m (6 ft 2 in)

### Hiệu suất bay
- Vận tốc tối đa: 233 km/h (145 dặm/giờ, 126 hải lý)
- Vận tốc bay hành trình: 167 km/h (104 dặm/giờ, 90 hải lý) ở độ cao 1.525 m (5.000 ft)
- Tầm bay: 1.343 km (834 dặm, 725 hải lý) khi bay vận tốc hành trình ở độ cao 2.300 m (7.500 ft) với đầy nhiên liệu
- Trần bay: 4.200 m (13.700 ft)
- Vận tốc tăng độ cao: 3,9 m/giây (760 ft/phút)